# 陣の森城
陣の森城（じんのもりじょう）は、佐賀県小城市の佐賀平野にあった日本の城（平山城）。

## 概要
小城市の佐賀平野に位置する。築城年代は不明だが、1979年の発掘調査では鎌倉時代や16世紀の遺物が多数出土した。九州千葉氏の一族である徳島氏が代々城主を務めた。徳島氏は後に有馬氏に属したが、江戸時代には小城藩士となった。